# Luzian Geier
Luzian Geier (* 1. Oktober 1948 in Jahrmarkt, Volksrepublik Rumänien) ist deutscher Biologielehrer, Journalist, Heimatforscher und Chefredakteur.

## Leben
Geier entstammt der Volksgruppe der Banater Schwaben, seine Eltern waren der Schlossermeister Peter Geier und die Annamaria, geborene Pfleger; er wuchs mit drei Geschwistern auf. Nach der Grundschulzeit in Giarmata absolvierte er das Nikolaus-Lenau-Lyzeum in Timișoara (deutsch Temeswar), wo er seine Ehefrau Helene Simon kennenlernte, mit der er später einen Sohn hatte.
1969 absolvierte er die Landwirtschaftliche und Veterinärmedizinische Universität des Banat in Timișoara und trat danach eine Stelle als Biologielehrer in Grabaț (deutsch Grabatz) an. 1970 wechselte er als Redakteur unter dem Pseudonym Ludwig Adler zur Neuen Banater Zeitung (NBZ) für die Sparten Information, Heimatkunde und Landwirtschaft. Über sein Journalistik-Fernstudium promovierte er an der Academia Ştefan Gheorghiu in Bukarest. Er war Mitglied des Literaturkreises „Adam Müller Guttenbrunn“, dessen Sekretär er 1985 wurde.
1991 übersiedelte er mit seiner Familie nach Augsburg. Zwischen 1992 und 1993 war er Mitarbeiter des Bukowina-Instituts Augsburg sowie Redakteur und Herausgeber der Hauszeitschrift „Kaindl-Archiv“, und ab Dezember 1994 der verantwortliche Redakteur der buchenlanddeutschen Zeitung „Der Südostdeutsche“. Zusammen mit Peter Krier erarbeitete er Konzepte für Ausstellungen des Landesverbandes Bayern der Banater Schwaben, so für die Ausstellungen „Sklaven im Bărăgan: Ausstellung zur Deportation aus dem Banat in die Bărăgan-Steppe Rumäniens“ (2001) und „Die Banater Schwaben: Werden und Wandel einer deutschen Volksgruppe“ (2003). Mit dem Geschäftsführer des Bukowina-Instituts Ortfried Kotzian setzte er eine Reihe von Vorträgen zusammen, die 1990 mit „Die Deutschen in Rumänien“ begann und ab 1992 mit „Die Deutschen im Osten“ fortgesetzt wurde.

## Veröffentlichungen
Geier veröffentlichte zahlreiche Beiträgen über die Geschichte des Banats und dessen Kultur und Ethnographie. Beim Kulturboten und den Lokalseiten der NBZ war er Mitarbeiter an den Rubriken „So heißen wir in…“, „Banater Dorfmusikanten“, „…die Schule han“, „Archivfoto“, „Dorfchronik“. 1978 war er Mitherausgeber des Volkskalenders der NBZ. Der von Hans Gehl herausgebrachte Band Heide und Hecke. Beiträge zur Volkskunde der Banater Schwaben, Facla Verlag, Timișoara, 1973 enthält auf den Seiten 52–60 Geiers Beitrag „Heime der Heimat - eine Textfolge“. Der ebenfalls von Hans Gehl im Facla Verlag 1981 herausgegebene Band Schwäbische Familie. Beiträge zur Volkskunde der Banater Schwaben enthält zwei Beiträge von Luzian Geier: „Banater Erbschaftsbrauchtum“ (S. 167–179) und „Schwäbische Dorfmusik“ (S. 180–201). Weitere Publikationen erschienen in der Monatszeitschrift Volk und Kultur sowie in der Wochenschrift Karpatenrundschau. Seine Diplomarbeit war die Kurze Geschichte des Banater Pressewesens 1771–1981, Bukarest 1981, mit 130 Seiten. Er war Mit-Urheber und Lektor des Heimatbuches Tschakowa und des Ortssippenbuches Jahrmarkt.
Weitere Auswahl:
- Das Dichtergrab in Jahrmarkt, über Egidius Haupt, NBZ, 29. Juli 1979
- Luther-Sendschrift im Banat
- Seltene Bücher von Coresi, Udrişte und Vukovici in Temeswar, NBZ, 17. Januar 1973
- Alte Türkenchronik über Temeswar, NBZ, 18. April 1973
- Kulturmittler Orendi-Homenau, NBZ, 26. April 1974
- Grabatz und seine Lokalzeitung, NBZ, 21. November 1976
- Perjamoscher Publizist Alois Pirkmayer, Karpatenrundschau, 6. Februar 1976
- Banater Monatsschriften für Musikpflege, NBZ, 28. April 1977
- Gedichte „im munt'ren Dialekt“, über Bela Birkenheuer, NBZ, 31. August 1978
- „Verwandt dem urwüchsigen Gotthelf“, Jakob Stein zum 100. Geburtstag, NBZ, 28. September 1978
- Vorkämpfer und Mundartdichter. Zum 50. Todestag von Johann Anheuer, NBZ, 12. Dezember 1978
- Vortrefflicher Komponist, namhafter Dirigent. Über Hermann Klee. NBZ, 12. November 1978
- Historiker, Journalist und Kulturpolitiker Franz Wettel (1854–1938), Karpatenrundschau, 2. März 1979

## Auszeichnungen
- Ehrenmitglied der Semmelweis-Vereinigung 1998, für seine Dokumentation „Heilwesen im Banat“